# SN 2005cu
SN 2005cu – supernowa typu II odkryta 10 lipca 2005 roku w galaktyce NGC 6754. W momencie odkrycia miała maksymalną jasność 16,10m.